# 山内弘
山内 弘（やまうち ひろし、1929年2月22日 - 2006年6月30日）は、日本の政治家。元日本社会党衆議院議員（1期）。息子は、元青森県議会議員の山内崇（2011年青森県知事選挙立候補者、立憲民主党青森県連合代表）。

## 経歴
青森県中津軽郡相馬村（現・弘前市）生まれ。弘前中学校（現・青森県立弘前高等学校）を卒業。卒業後は、弘前郵便局、弘前電話局、弘前電気通信管理所、黒石電報電話局、弘前電報電話局で勤務した。1959年に弘前地方労働会議議長となった。1967年に青森県議会議員に初当選した。1990年第39回衆議院議員総選挙で反核燃を訴え、旧青森2区にて当選。1期務める。1993年の第40回衆議院議員総選挙で落選した。その後、青森4区からの立候補が予想されたが、最終的には木村太郎の応援に回った。
2006年6月30日午後4時10分、多臓器不全のため青森市の病院で逝去。77歳没。